# Wadouba
Wadouba is een gemeente (commune) in de regio Mopti in Mali. De gemeente telt 28.000 inwoners (2009).